# Julija Guščina
Julija Aleksandrovna Guščina (in russo Ю́лия Александровна Гу́щина?; Novočerkassk, 4 marzo 1983) è una velocista russa.

## Biografia
Nel 2016 perde due medaglie conquistate a Pechino 2008: quella d'oro nella staffetta 4x100 a causa della squalifica per doping della compagna Julija Čermošanskaja e quella d'argento nella staffetta 4x400 a causa della squalifica per doping della compagna Anastasija Kapačinskaja.

## Palmarès
| Anno | Manifestazione    | Sede       | Evento      | Risultato  | Prestazione | Note                                     |
| ---- | ----------------- | ---------- | ----------- | ---------- | ----------- | ---------------------------------------- |
| 2002 | Mondiali juniores | Bydgoszcz  | 200 m piani | Semifinale | 24"12       |                                          |
| 2002 | Mondiali juniores | Bydgoszcz  | 4×400 m     | Bronzo     | 3'30"72     |                                          |
| 2003 | Europei under 23  | Bydgoszcz  | 200 m piani | 5ª         | 23"59       |                                          |
| 2003 | Europei under 23  | Bydgoszcz  | 4×400 m     | Oro        | 3'29"55     |                                          |
| 2005 | Europei indoor    | Madrid     | 200 m piani | dq         | dq          |                                          |
| 2005 | Mondiali          | Helsinki   | 200 m piani | 6ª         | 22"75       |                                          |
| 2005 | Mondiali          | Helsinki   | 4×100 m     | dnf        | dnf         |                                          |
| 2006 | Europei           | Göteborg   | 100 m piani | 5ª         | 11"31       |                                          |
| 2006 | Europei           | Göteborg   | 200 m piani | Argento    | 22"93       |                                          |
| 2006 | Europei           | Göteborg   | 4x100 m     | Oro        | 42"71       |                                          |
| 2007 | Europei indoor    | Birmingham | 60 m piani  | Batteria   | 7"31        |                                          |
| 2007 | Mondiali          | Osaka      | 4x100 m     | 5ª         | 42"97       |                                          |
| 2008 | Mondiali indoor   | Valencia   | 4x400 m     | Oro        | 3'28"17     | Miglior prestazione mondiale stagionale  |
| 2008 | Giochi olimpici   | Pechino    | 400 m piani | 4ª         | 50"01       | Miglior prestazione personale            |
| 2008 | Giochi olimpici   | Pechino    | 4x100 m     | dq         | dq          |                                          |
| 2008 | Giochi olimpici   | Pechino    | 4x400 m     | dq         | dq          |                                          |
| 2009 | Mondiali          | Berlino    | 200 m piani | Semifinale | 23"24       |                                          |
| 2009 | Mondiali          | Berlino    | 4×100 m     | dq         | dq          |                                          |
| 2010 | Europei           | Barcellona | 4×100 m     | 4ª         | 42"91       |                                          |
| 2011 | Mondiali          | Taegu      | 200 m piani | Semifinale | 23"26       |                                          |
| 2011 | Mondiali          | Taegu      | 4×100 m     | dq         | dq          |                                          |
| 2012 | Mondiali indoor   | Istanbul   | 4x400 m     | Bronzo     | 3'29"55     | Miglior prestazione personale stagionale |
| 2012 | Giochi olimpici   | Londra     | 400 m piani | Semifinale | 51"66       |                                          |
| 2012 | Giochi olimpici   | Londra     | 4×400 m     | dq         | dq          |                                          |
| 2013 | Mondiali          | Mosca      | 4×400 m     | dq         | dq          |                                          |

## Altre competizioni internazionali
2004
- Coppa Europa di atletica leggera ( Bydgoszcz)

2005
- Coppa Europa di atletica leggera ( Firenze)

2006
- Coppa Europa di atletica leggera ( Malaga)

2007
- Coppa Europa di atletica leggera ( Monaco di Baviera)

2008
- Coppa Europa di atletica leggera ( Annecy)

2010
- Campionati europei a squadre di atletica leggera ( Bergen)